# Zbór Śląskiego Kościoła Ewangelickiego Augsburskiego Wyznania w Hawierzowie-Błędowicach
Zbór Śląskiego Kościoła Ewangelickiego Augsburskiego Wyznania w Hawierzowie-Błędowicach – zbór (parafia) luterańska w Hawierzowie, w dzielnicy Błędowice, należąca do senioratu cieszyńsko-hawierzowskiego Śląskiego Kościoła Ewangelickiego Augsburskiego Wyznania, w kraju morawsko-śląskim, w Czechach.

## Historia
Początki zboru (parafii) luterańskiej w Błedowicach związane są z wydaniem przez cesarza Józefa II Habsburga Patentu Tolerancyjnego w 1781. Po jego wydaniu ewangelicy z miejscowości Błędowice, Datynie, Żywocice, Sucha, Szumbark i Szonów połączyli siły i uzyskali pozwolenie na budowę domu modlitwy 16 marca 1782. Miejsce pod budowę kościoła podarował właściciel dóbr baron von Seeger, po czym zatwierdził to starosta cieszyński (18 kwietnia 1782), a kamień węgielny poświęcił pastor cieszyński Fröhlich. Nie bez przeszkód stawianych przez miejscowego proboszcza katolickiego kościół ukończono w 1783. Pierwszym pastorem został Daniel Wagner (1783), po nim był Ferdynand Szelecseny z Węgier (1784–1794), odwołany przez konsystorz wiedeński. Zastąpił go Krystian Raschke (1794–1802), następnie Samuel Traugott Bartelmus (1802–1847), Karol Gazda (1845–1848), Bernard Folwarczny (1848–1894). Patent Tolerancyjny ustanowił również strukturę oficjalnie działającego Kościoła ewangelickiego w Przedlitawii. Wszystkie zbory zostały podległe konsystorzowi powstałemu w 1784 w Cieszynie a w 1785 przeprowadzonemu do Wiednia. W 1784 powstała superintendentura dla Moraw, Śląska i Galicji. W 1807 powstał seniorat śląski, któremu z czasem podległe zostały wszystkie zbory na Śląsku Austriackim. W 1811 urzędowo uregulowano granice gminy zborowej tak, że Karwinę i Stonawę przyłączono do Błędowic a Olbrachcice pozostawiono przy Cieszynie. W 1843 założono cmentarz.
Według schematyzmu kościelnego z 1875 zbór obejmował miejscowości Błędowice Górne, Średnie i Dolne, Datynie, Wiecesławice, Szonów, Bartowice, Szumbark, Sucha Dolna, Średnia i Górna, Stonawa, Cierlicko, Żywocice, Molowiec, Domasłowice, Sobieszowice zamieszkałych przez około 5200 luteran.
Po I wojnie światowej i polsko-czechosłowackim konflikcie granicznym obszar zboru znalazł się w granicach Czechosłowacji. Po 1920 wraz z pięcioma innymi polskojęzycznymi zborami luterańskimi utworzył odrębny Kościół Ewangelicki Augsburskiego Wyznania na Śląsku Wschodnim w Czechosłowacji, który został oficjalnie uznany w dniu 24 maja 1923. Kiedy w październiku 1938 Polska dokonała aneksji tzw. Zaolzia zbory te połączono z polskim Kościołem ewangelicko-augsburskim. Już rok później, po włączeniu większości terenu Śląska Cieszyńskiego do III Rzeszy podporządkowano je niemieckiemu konsystorzowi we Wrocławiu. Po drugiej wojnie światowej ŚKEAW ponownie uznano oficjalnie w 1948. W 1960 Błędowice włączono do Hawierzowa.